# Hnahthial (Distrikt)
Der Distrikt Hnahthial ist ein Distrikt im indischen Bundesstaat Mizoram. Verwaltungssitz ist die gleichnamige Stadt Hnahthial.

## Geographie
Der Distrikt liegt im Osten von Mizoram an der Grenze zu Myanmar. Er grenzt im Norden an den Distrikt Serchhip, im Osten an Myanmar, im Süden an den Distrikt 
Lawngtlai sowie im Westen an den Distrikt Lunglei.
Mit Ausnahme von wenigen Ebenen in Tälern ist das gesamte Gebiet Bergland mit zahlreichen Hügeln und Bergen. Hauptfluss ist der Kaladan. Weite Gebiete sind von Wald bedeckt und es gibt nur wenige Ackerflächen. Im Norden des Distrikts liegt das Schutzgebiet Khawnglung WLS.

## Geschichte
Der seit 1974 von der lokalen Bevölkerung gewünschte Distrikt Hnahthial entstand am 3. Juni 2019 durch Abspaltung von 26 Gemeinden der Blocks Hnahthial und Lunglei aus Teilen des Distrikts Lunglei.

## Bevölkerung
Laut den Angaben von Census of India hatte der heutige Distrikt bei der Volkszählung 2011 eine Einwohnerschaft von 28.468 Personen. Davon lebten 7187 Menschen (oder 25,25 %) in der einzigen Stadt Hnahthial. Das Geschlechterverhältnis war ausgeglichen mit 14.260 Bewohnerinnen (50,09 %) und 14.208 Bewohnern. Auch bei den Jüngsten ist das Geschlechterverhältnis ausgewogen (4218 Personen unter 7 Jahren; 2123 Mädchen und 2095 Buben). 
Der Distrikt Hnahthial wird fast gänzlich von Angehörigen der „Stammesbevölkerung“ (scheduled tribes) besiedelt. Zu ihnen gehörten (2011) 28.128 Personen (98,81 Prozent der Distriktsbevölkerung). Zu den Dalit (scheduled castes) gehörten 2011 nur 10 Menschen (0,04 Prozent der Distriktsbevölkerung).
Die einzelnen Volksgruppen sind nur bis zur Höhe des Distrikts bekannt. Im damaligen Distrikt Lunglei, zu dem 2011 alle Gemeinden des heutigen Distrikts Hnahthial gehörten, dominieren die Mizo, Chakma und Kuki. Die Angaben zu den Glaubensgemeinschaften sind nur bis zur Höhe der Blocks (Unterbezirke) bekannt. Im Block Hnahthial waren 99,18 % der Gesamtbevölkerung Christen und in den Landgemeinden des Blocks Lunglei 98,48 %. Somit ist fast die gesamte Einwohnerschaft christlich.     

## Bildung
Dank bedeutender Anstrengungen ist das Ziel der vollständigen Alphabetisierung fast erreicht. Erstaunlich für indische Verhältnisse sind die geringen Unterschiede zwischen den Geschlechtern und der Stadt-/Landbevölkerung. Die Alphabetisierung liegt weit über dem indischen Schnitt.
| Alphabetisierung im Distrikt Hnahthial |                   |                   |
| Einheit                                | Volkszählung 2011 | Volkszählung 2011 |
| Einheit                                | Anzahl            | Anteil            |
| GESAMT                                 | 23.426            | 96,60 %           |
| Männer                                 | 11.769            | 97,16 %           |
| Frauen                                 | 11.657            | 96,05 %           |
| STADT GESAMT                           | 6068              | 97,24 %           |
| Stadt-Männer                           | 3044              | 97,94 %           |
| Stadt-Frauen                           | 3024              | 96,55 %           |
| LAND GESAMT                            | 17.358            | 96,38 %           |
| Land-Männer                            | 8725              | 96,89 %           |
| Land-Frauen                            | 8633              | 95,87 %           |
| Quelle: Ergebnis der Volkszählung 2011 |                   |                   |

## Verwaltungsgliederung
Der Distrikt besteht aus der Stadt Hnahthial und 26 weiteren Orten; darunter sind 25 Dörfer und der Ortsteil Denglung. Alle Gemeinden gehörten im Jahr 2011 zum Distrikt Lunglei. Bis auf vier Dörfer im Block Lunglei gehörten alle Gemeinden zum Block Hnahthial.